# Diana Raznovich
Diana Raznovich (Buenos Aires, 12 maggio 1945) è una drammaturga e fumettista argentina.

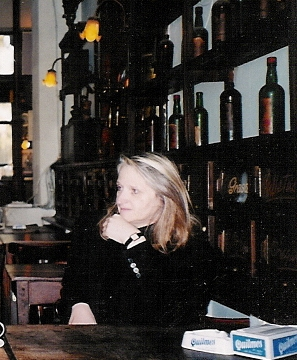
La drammaturga argentina Diana Raznovich nel 1998.

Il suo lavoro, caratterizzato da un senso di umorismo ironico e dissacrante, tratta di femminismo, sessualità, misoginia e del periodo della dittatura militare argentina.

## Biografia
Diana Raznovich è nata nel 1945 a Buenos Aires, la maggiore dei tre figli di Marcos Raznovich, di professione pediatra, e di Bertha Luisa Schrager, dentista. I nonni paterni, di origine ebraica, erano emigrati in Argentina a inizio Novecento dalla Russia zarista, i nonni materni due decenni dopo da Vienna.
Ha iniziato a scrivere ancora adolescente; all'età di sedici anni ha composto Tiempo de amar (Un tempo per amare), una raccolta di poesie da lei più tardi definite “nichiliste”.
Ha studiato letteratura all'Università di Buenos Aires, dove è stata scelta tra gli studenti assegnati alla lettura di libri ad alta voce per Jorge Luis Borges, allora diventato cieco.

## Carriera

### Teatro
La sua commedia di debutto, Buscapiés, ha vinto un concorso teatrale nel 1967, quando aveva solamente 22 anni. Dopo aver scritto numerose altre opere teatrali alla fine degli anni '60 e all'inizio degli anni '70, la sua carriera è stata interrotta dalla violenza politica e dalla repressione. Suo marito Ernesto Clusellas scomparve nel 1974, prima della guerra sporca in Argentina, durante l'escalation della persecuzione politica. Era stato attivamente coinvolto nel movimento di resistenza e, all'insaputa di Raznovich, aveva conservato un arsenale di armi nel loro appartamento.

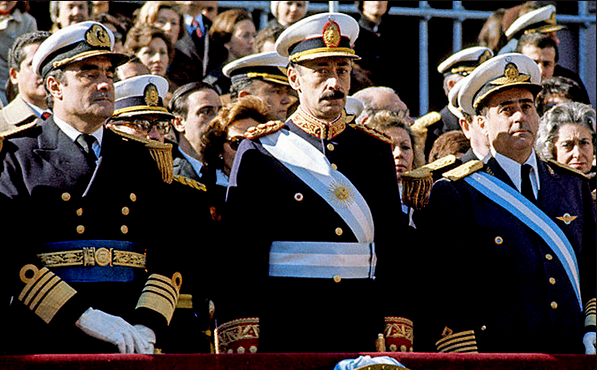
Jorge Videla, Emilio Massera e Orlando Agosti, Giunta militare argentina (1976-1982)

L'anno successivo alla scomparsa del marito, Raznovich lasciò l'Argentina a seguito delle minacce pervenutele da parte delle forze armate, si trasferì in Spagna, dove insegnò drammaturgia al Centro de Estudios Teatrales di Madrid e continuò a scrivere le sue opere. Di questo primo periodo è l'opera Efectos personales (1985), la cui protagonista, Casalia Belprop, che cerca i suoi effetti personali tra i bagagli non reclamati in un luogo sconosciuto, rappresenta la metafora dell'esiliato che parte ma non arriva da nessuna parte, "intrappolato in un movimento costante".
Nel 1981 fece ritorno nel suo paese per partecipare al movimento teatrale argentino denominato Teatro Abierto, cui parteciparono centinaia di artisti, drammaturghi, attori, registi, tecnici, che misero in scena un repertorio di venti spettacoli, in sfida alle restrizioni espressive imposte dalla dittatura militare. Il teatro che accoglieva il festival venne messo al rogo dai militari la sera in cui doveva essere presentata la sua opera teatrale, Desconcierto, ma gli spettacoli proseguirono in altre sedi, con successo di pubblico.
Tornata in Argentina nel 1983, dopo la caduta della dittatura, trascorse altri anni in Spagna, dal 1988 al 1993, per poi stabilirsi nuovamente in Argentina fino al 2000, l'anno in cui tornò in Spagna.
Le sue opere durante questo periodo sono state rappresentate in diverse lingue su entrambe le sponde dell'Atlantico, in particolare Jardin de otoño (Giardino d'autunno, 1983), Casa Matriz (1991), De atrás para adelante (1993) e De la cintura para abajo (1999).
Nel 1992 Raznovich ha vinto una borsa di studio Guggenheim per continuare il suo lavoro di drammaturga. Nel 2002 ha pubblicato una raccolta bilingue di quattro sue opere, intitolata Defiant Acts/Actos Desafiantes.

### Fumetti
Raznovich è anche una fumettista. Le sue prime illustrazioni umoristiche sono legate al suo coinvolgimento nel movimento femminista argentino; negli anni '80 ha contribuito con i fumetti alla rivista Alfonsina che sosteneva i diritti delle donne e LGBT. I suoi fumetti si basano sul concetto che l'umorismo delle donne è intrinsecamente politico, come spiegato nel suo Manifesto 2000 dell'umorismo femminile, che affronta argomenti molto seri come la violenza di genere.
Dal 2012 Raznovich pubblica la vignetta Donatela sull'ultima pagina del quotidiano argentino Clarín. Ha anche pubblicato raccolte dei suoi cartoni animati, tra cui Mujeres pluscuamperfectas nel 2010 e Divinas y Chamuscadas nel 2011.
Nel 2022 il suo lavoro è stato oggetto di una campagna di censura a causa di un gruppo di giudici spagnoli che si sono offesi per la sua rappresentazione della reazione impertinente di un giudice all'abuso coniugale, causando la rimozione del pezzo da una mostra sulle Isole Baleari. L'artista ha condannato i suoi critici per la loro reazione "sproporzionata" e ha chiesto che il suo fumetto fosse reintegrato nella mostra.

### Scrittura e drammaturgia
Oltre a produrre opere teatrali e fumetti, Raznovich ha lavorato anche come sceneggiatrice televisiva per la telenovela Bárbara Narváez andata in onda negli anni ottanta, e ha scritto poesie e romanzi. 
Il primo, Para que se cumplan todos tus deseos, pubblicato nel 1989, rivela l'influenza del realismo magico. Nel secondo, Mater erótica (Madre erotica, 1991), l'autrice legge la caduta del comunismo in Europa come la fine dei tabù sessuali e politici.

## Vita privata
Il primo marito di Raznovich, Ernesto Clusellas, è scomparso, come altri oppositori del regime, durante la Guerra Sporca; successivamente si è appreso che è stato ucciso nel 1978.
In seguito ha sposato il regista teatrale Hugo Urquijo, che ha diretto le sue commedie Desconcierto e Jardín de otoño; la coppia ha divorziato nel 1983.
Raznovich è bisessuale e gran parte del suo lavoro si occupa di genere e sessualità. Il suo lavoro è anche influenzato dalla sua eredità ebraica; ha studiato la Kabbalah da adulta.

## Opere

### Teatro
- Buscapiès, 1968
- Plaza hay una sola, 1969
- El vigilante, 1970
- Contratiempo, 1971
- Efectos personales, 1975
- Jardín de otoño, 1977
- Il desconcierto, 1981
- Objetos perdidos, 1988
- Casa Matriz, 1988
- La madre postmoderna, 1993
- De atrás para adelante, 1993
- De la cintura para abajo, 1999
- El cuerpo efímero: una muerte de lujo, 2007

### Poesia
- Tiempo de amar, Buenos Aires, 1960
- Caminata en tu sombra, 1964

### Romanzi
- Para que se cumplan todos tus deseos, 1989
- Mater erotica, 1991

### Collezioni di fumetti
- Cables pelados, Buenos Aires, 1987
- Sopa de Lunares, Madrid, Hotel Papel, 2008
- Mujeres Pluscuamperfectas, Madrid, Hotel Papel, 2010
- Divinas y Chamuscadas, Madrid, Hotel Papel, 2011[28]